# قلیاقل
قُلیاقُل یک منطقهٔ مسکونی در افغانستان است که در ولسوالی قره‌باغ، ولایت غزنی و در بخش‌های مرکزی کشور واقع شده است.
این دره شامل قریه‌های کوچک به اسم پیوندگشته، خارطوغی، قیشلیغگ، میرزاکه، گیرو، سرشهر، گدول، جمجی، سر جمجی، سرقول، قلعه کربلایی، چوغه و پهن قاش می‌باشد.

## مردم‌شناسی
جمعیت قلیاقل حدود سه هزار نفر و قومیت آنان هزاره می‌باشد. زبان آنان دری با لهجه هزارگی و دین آنان اسلام می‌باشد.